# 다우다 카라부에
다우다 카라부에(프랑스어: Daouda Karaboué, 1975년 12월 11일~)는 코트디부아르 태생 프랑스의 은퇴한 핸드볼 선수로 포지션은 골키퍼이다. 대부분 선수 경력을 프랑스 리그의 몽펠리에 앙드발에서 보냈으며, 독일과 스위스에서도 선수 생활을 했다. 선수 생활 동안 프랑스 리그 9회 우승 프랑스컵 7회 우승, 프랑스 리그컵 5회 우승을 달성했다.
프랑스 핸드볼 대표팀의 일원으로 2008년 하계 올림픽과 2012년 하계 올림픽에서 금메달을 획득했으며, 세계 선수권 대회에서 금메달 2개, 동메달 1개, 유럽 선수권 대회에서 금메달 2개, 동메달 1개를 획득했다.